# Jaap Kool

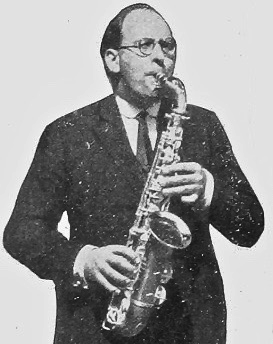
Jaap Kool als Saxophonist, 1926/27

Jacob Hendrik Willem Kool (* 31. Dezember 1890 in Nieuwer-Amstel, Niederlande; † 1. Dezember 1959 in Den Haag), genannt „Jaap“, war ein niederländischer Komponist, Jazz-Saxophonist, Musikwissenschaftler, Pädagoge und Autor, der überwiegend in Deutschland wirkte und in deutscher Sprache publizierte.

## Familie
Jaap Kools Vater David Abraham Kool war Direktor der Heringsfischerei AG Neptun mit Sitz im ostfriesischen Emden, die eine Flotte eigener Logger unterhielt. Dieser hatte sein Unternehmen 1893/94 aus den Niederlanden nach Deutschland umgesiedelt, so dass Jaap Kool, der in der Folge überwiegend in Deutschland und der Schweiz aufwuchs, bereits als Dreijähriger mit nach Deutschland umsiedelte. Sein Vater war in Emden auch als Konsul der Niederlande mit Zuständigkeit für Ostfriesland tätig. Von 1907 bis etwa 1914 fungierte er als Vorsitzender des Aufsichtsrates der Freien Schulgemeinde Wickersdorf, danach als wirtschaftlicher Leiter des Internats. Seine in Thüringen geborene Ehefrau Adriana Margaretha „Etha“ (* 15. Februar 1866 in Rohrbach bei Saalfeld; † 28. August 1946 in Ermelo, Provinz Gelderland) war Tochter des niederländischen Theologen und Kunsthistorikers Allard Pierson und dessen Ehefrau Pauline Hermine Elizabeth (1831–1900), geborene Gildemeester. Adriana Margaretha war um 1911 Vorsitzende des Evangelischen Arbeiterinnenvereins in Emden. Jaap Kool hatte einen zwei Jahre jüngeren Bruder, Allard (1895–1986), der nach seinem Großvater mütterlicherseits benannt wurde.
1930 lernte Jaap, inzwischen Schulleiter, in Wickersdorf die Ausdruckstänzerin Vlasta „Asta“ Libusche Josephine Hájek (* 1909 in Breslau; † 1990) kennen, die dort von diesem Zeitpunkt an als Hilfslehrkraft Französisch unterrichtete. Sie war von 1922 bis 1927 Wickersdorfer Internatsschülerin gewesen. Aus der am 15. Oktober 1932 in Haarlem geschlossenen Ehe der beiden gingen zwei Kinder hervor, Stefan (* 1933) und Sibylle (* 1938, ab 14. April 1961 verheiratet mit dem Nuklearphysiker Marcel Haegi, * 29. Oktober 1931 in Genf; † 5. Februar 2004). Beide waren Schüler in Wickersdorf, Stefan 1945/46 im Internat, die fünf Jahre jüngere Sibylle in der Dorfschule.

## Schule und Studium
Jaap genoss eine freizügige Erziehung; die Mutter stammte aus einer dem Naturismus zugeneigten Familie. 1905 rebellierte der Zwölfjährige gegen den militärischen Drill am Emdener Wilhelmsgymnasium, das er besuchte. Die Eltern ermöglichten ihm daher den Internatsaufenthalt am Deutschen Landerziehungsheim Haubinda von Hermann Lietz. Von dort folgte er Schulleiter Paul Geheeb und Gustav Wyneken zu deren neu eröffneter Freie Schulgemeinde nach Wickersdorf in den Thüringer Wald, wo er zu den ersten Schülern dieses reformpädagogischen Landerziehungsheims zählte. Dieses Internat besuchte er von 1906 bis 1909, während sein jüngerer Bruder Allard dort für 1907 und wieder von 1914 bis 1917 als Schüler geführt wurde. Dort freundete er sich beispielsweise eng mit Alexander „Sascha“ Gerhardi (1889–1967) an. Mit Gustav Wyneken und Wickersdorf fühlten sich beide zeitlebens eng verbunden, trotz zeitweiliger Kontroversen und Verstimmungen.
Als Musikerzieher wirkte dort von 1906 bis 1929 der Musikästhetiker und Komponist August Halm, für Ausdruckstanz und „Bewegungsspiel“ (Darstellendes Spiel) engagierte sich dort von 1906 bis 1925 Martin Luserke. Der inzwischen sechzehnjährige Jaap erprobte sich 1909 erstmals im Tonsatz für ein aus Mitschülern zusammengestelltes Klavierquintett.
Ab 1911 studierte Kool, Mitschülern und Freunden in die Schweiz folgend, an der Universität Zürich Chemie und Musikwissenschaft. Die Schweizer Erstaufführung von Strawinskys „Le sacre du printemps“, die er im obersten Rang miterlebte, empfand er als eine musikalische Offenbarung. Mit seinem ehemaligen Schulkameraden Erich Schadow (1890–1943), der Vorsitzender des Schülerausschusses gewesen war, streifte er, zu Ausschweifungen neigend, durch das Nachtleben Zürichs und zog sich dabei eine Geschlechtskrankheit zu.
Als das Unternehmen seines Vaters in Emden bei einem Großbrand 1914 noch vor Beginn des Ersten Weltkrieges vollständig niederbrannte, musste er sein Studium in Zürich nach dem Vordiplom aus Geldmangel abbrechen. Der Beginn des Krieges und der durch die Vielzahl euphorisierter Kriegsfreiwilliger verursachte Mangel an Lehrern bot ihm die Chance, ab Oktober 1915 in seinem ehemaligen Landerziehungsheim in Wickersdorf als Hilfslehrkraft für Musikerziehung tätig werden zu können. Dabei traf er kurzzeitig auf Ernst Schertel, der das Internat 1916 verlassen musste. Bei Kriegsende siedelte er nach Berlin um. In Wilhelm Klatte, der am Stern’schen Konservatorium der Musik Musiktheorie lehrte, fand er einen Prüfer, der seine in Zürich begonnene Arbeit über Tänze der Naturvölker annahm. Dort studierte er auch bei Alexander von Fielitz und Herbert Windt. Ohne genauere Angaben werden in Quellen auch Studienzeiten an der Technischen Hochschule Charlottenburg, die unter dieser Bezeichnung bis 1920 firmierte, in München und an der Schola Cantorum in Paris angegeben.

## Berufliche Entwicklung

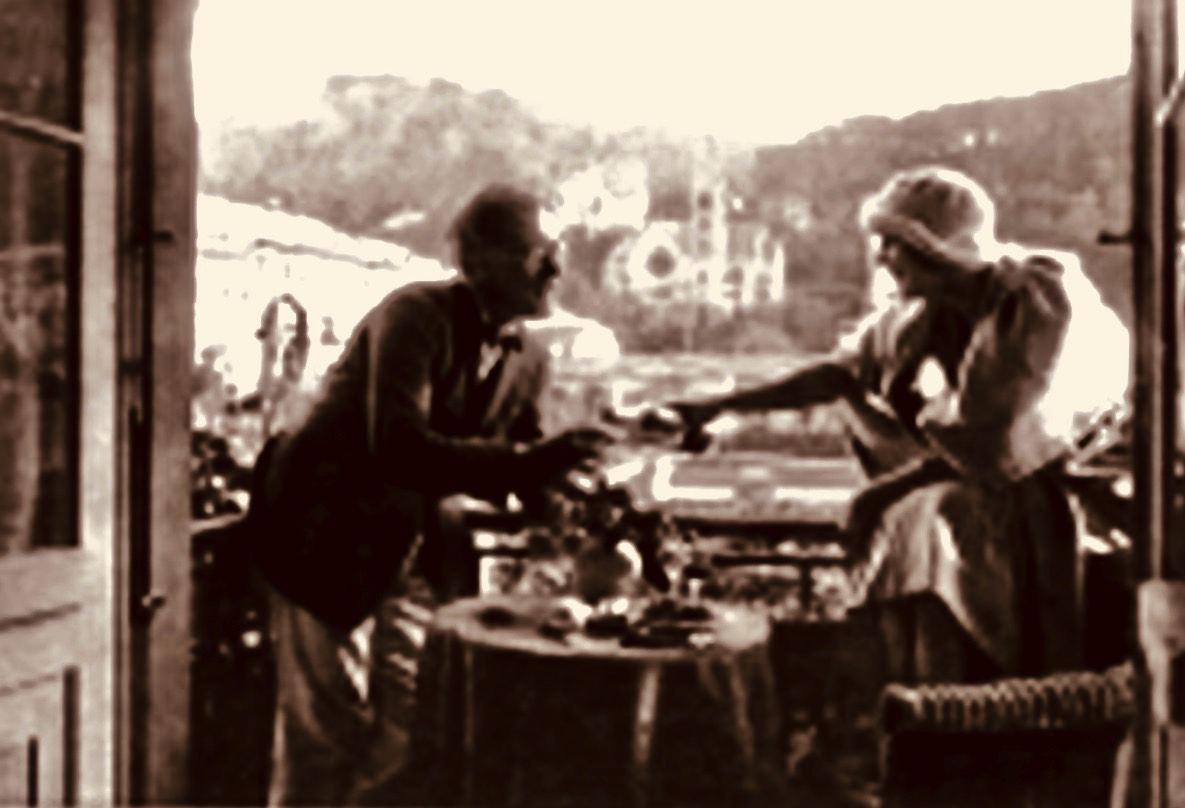
Jaap Kool und Grit Hegesa in Bad Ems, 1922

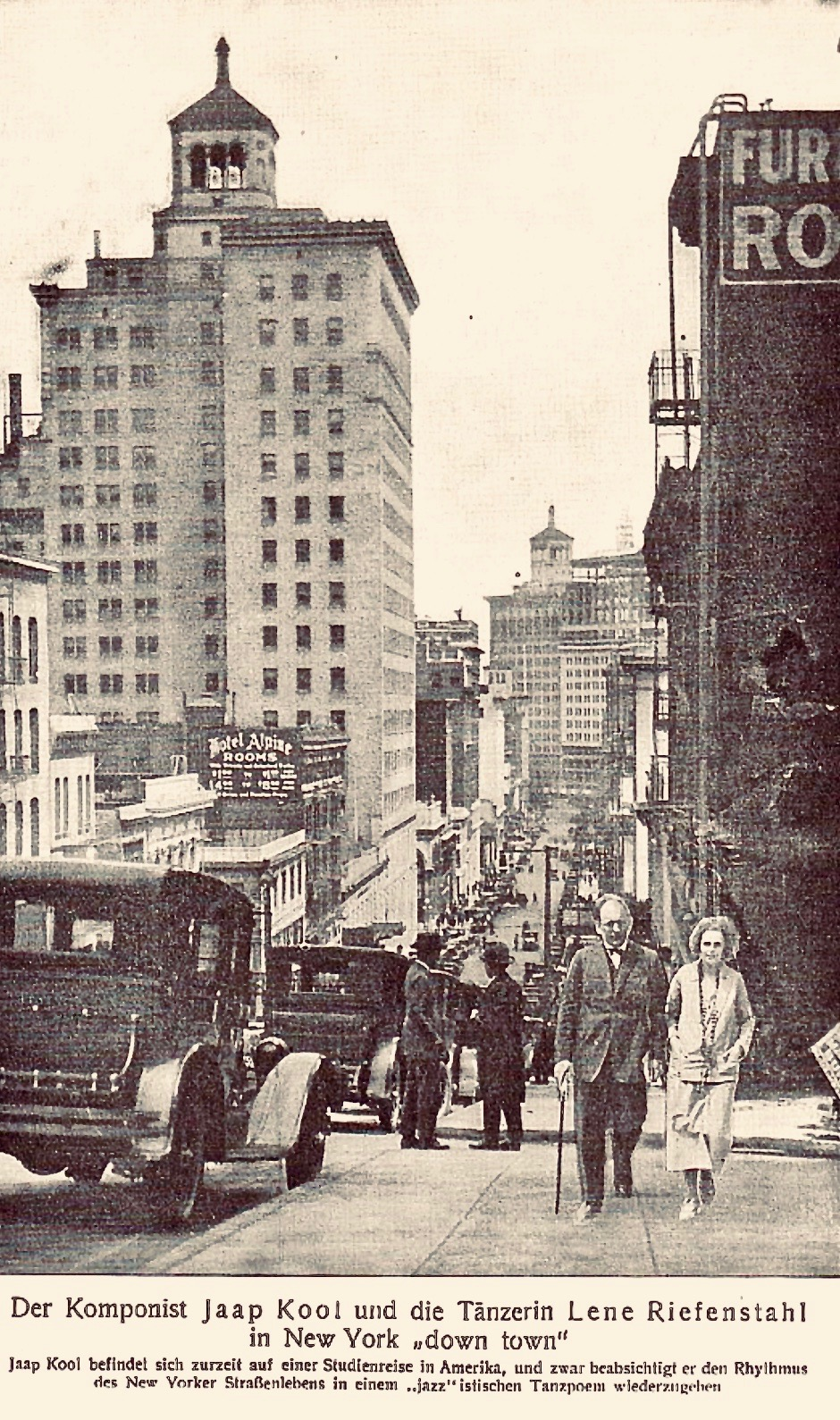
Jaap Kool mit Leni Riefenstahl, 1924

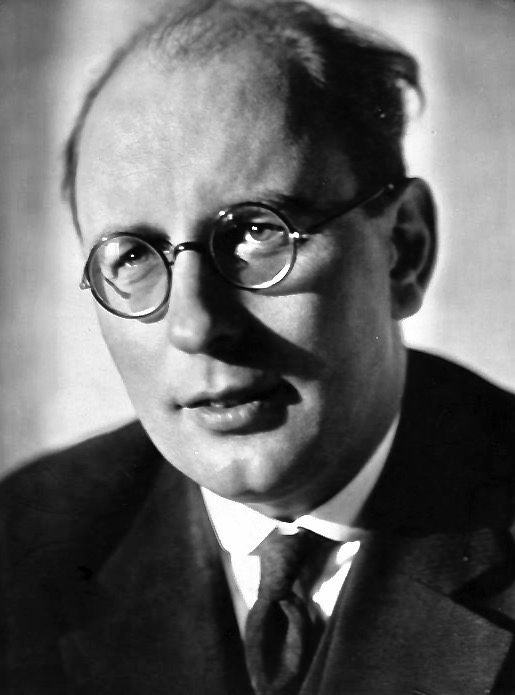
Jaap Kool, um 1940

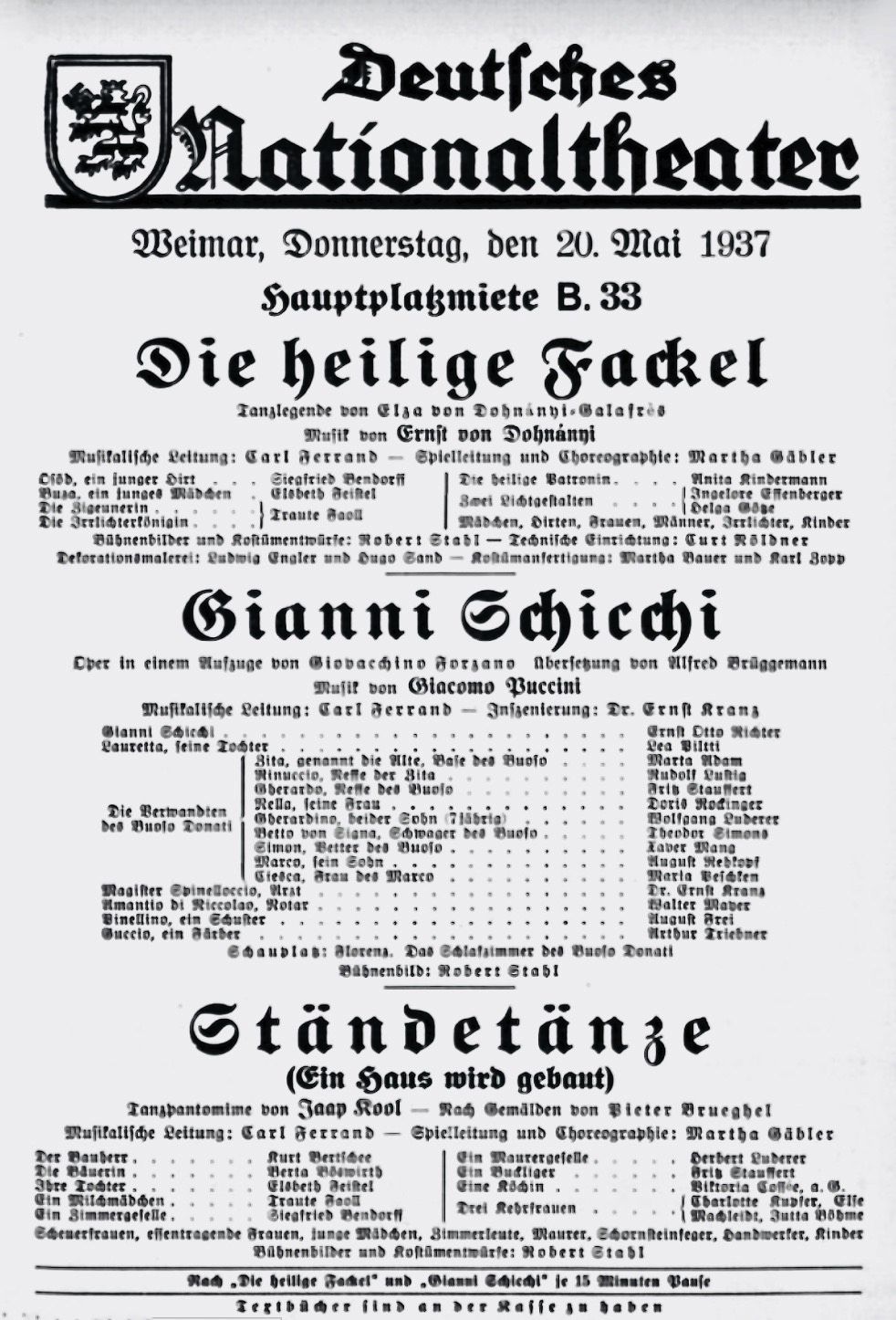
Ständetänze, Tanzpantomime von Jaap Kool am Deutschen Nationaltheater in Weimar, Mai 1937

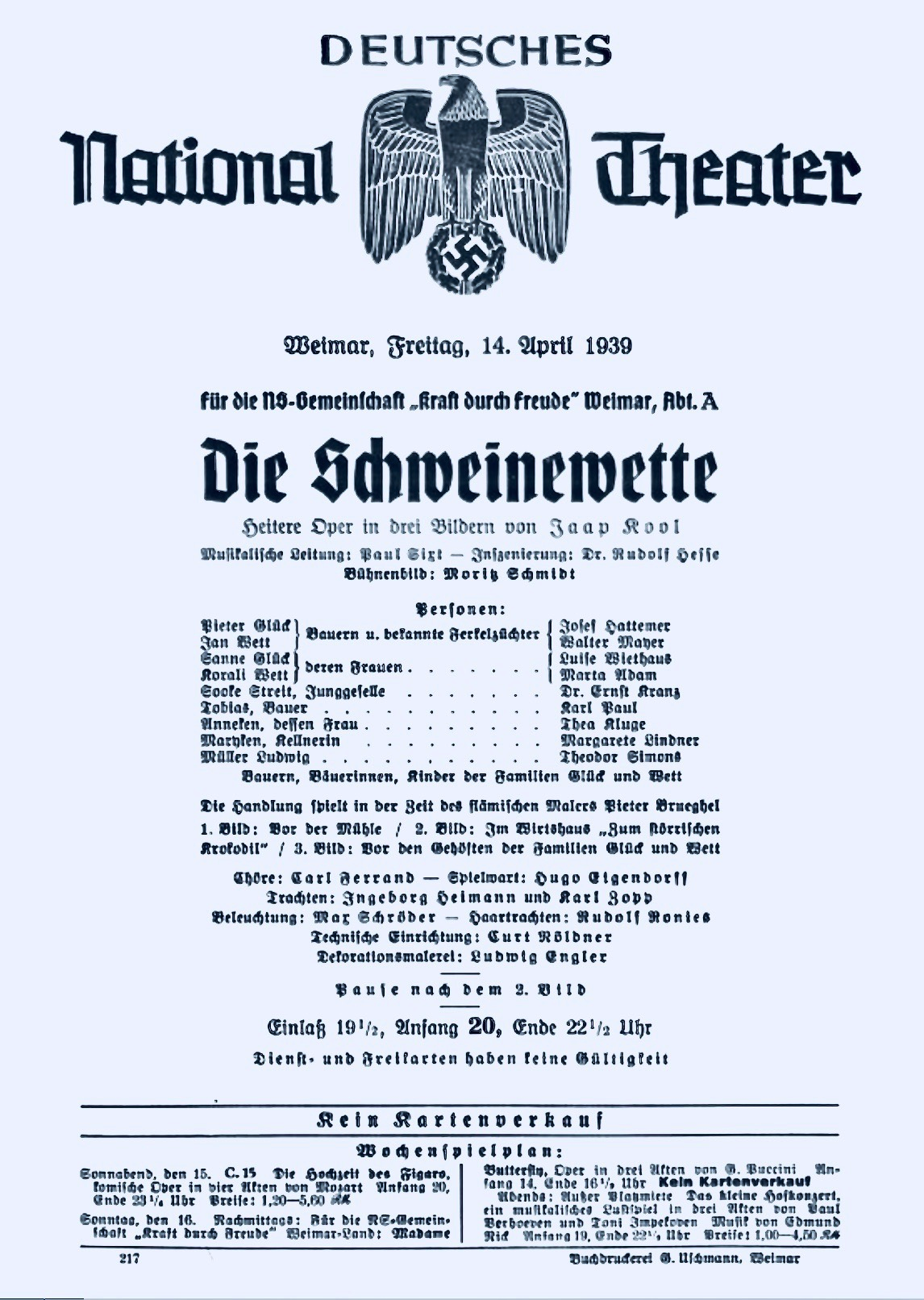
Heitere Oper Die Schweinewette am Deutschen Nationaltheater in Weimar, April 1939

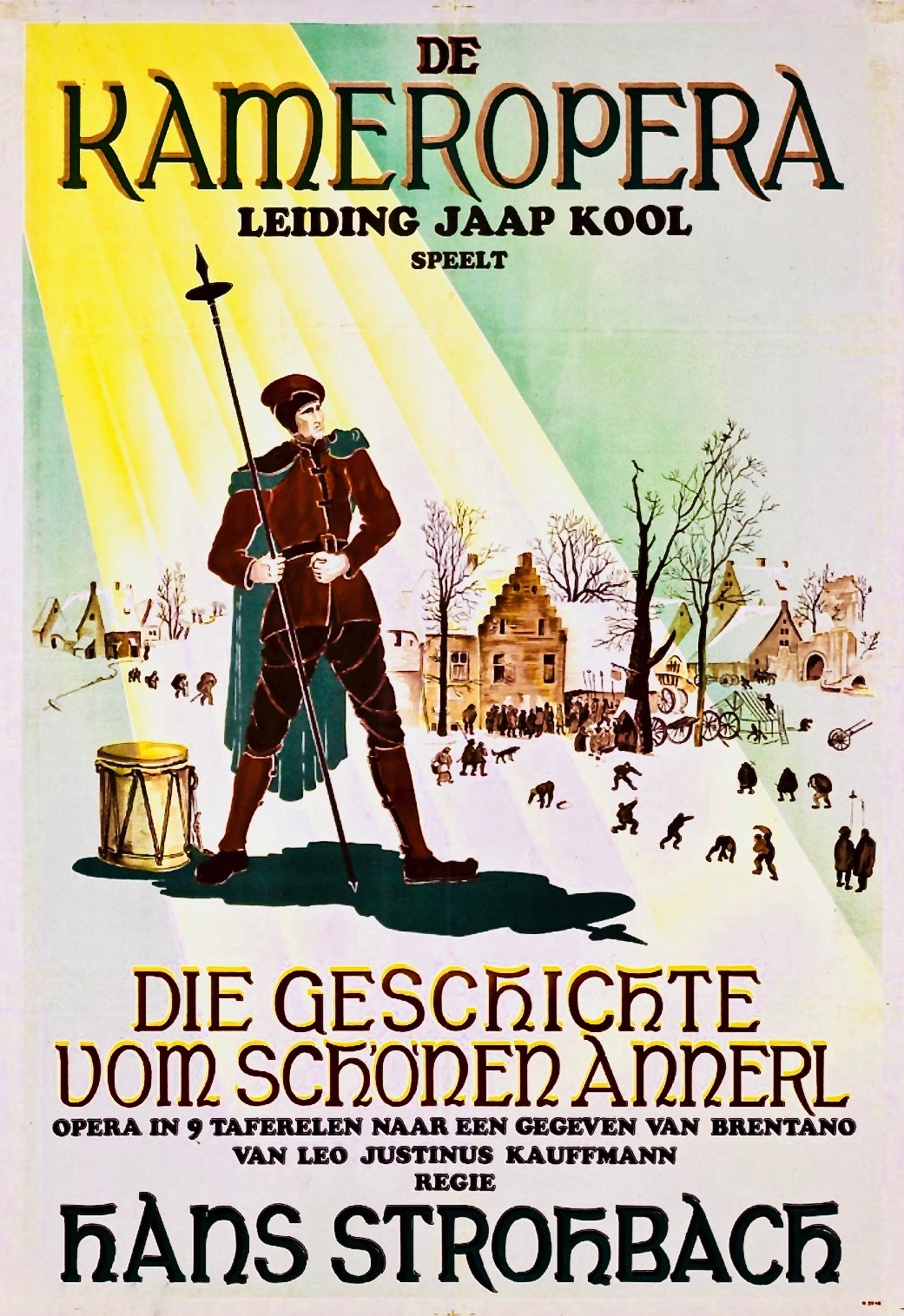
Oper Die Geschichte vom schönen Annerl, De Nederlandsche Kameropera, 1942

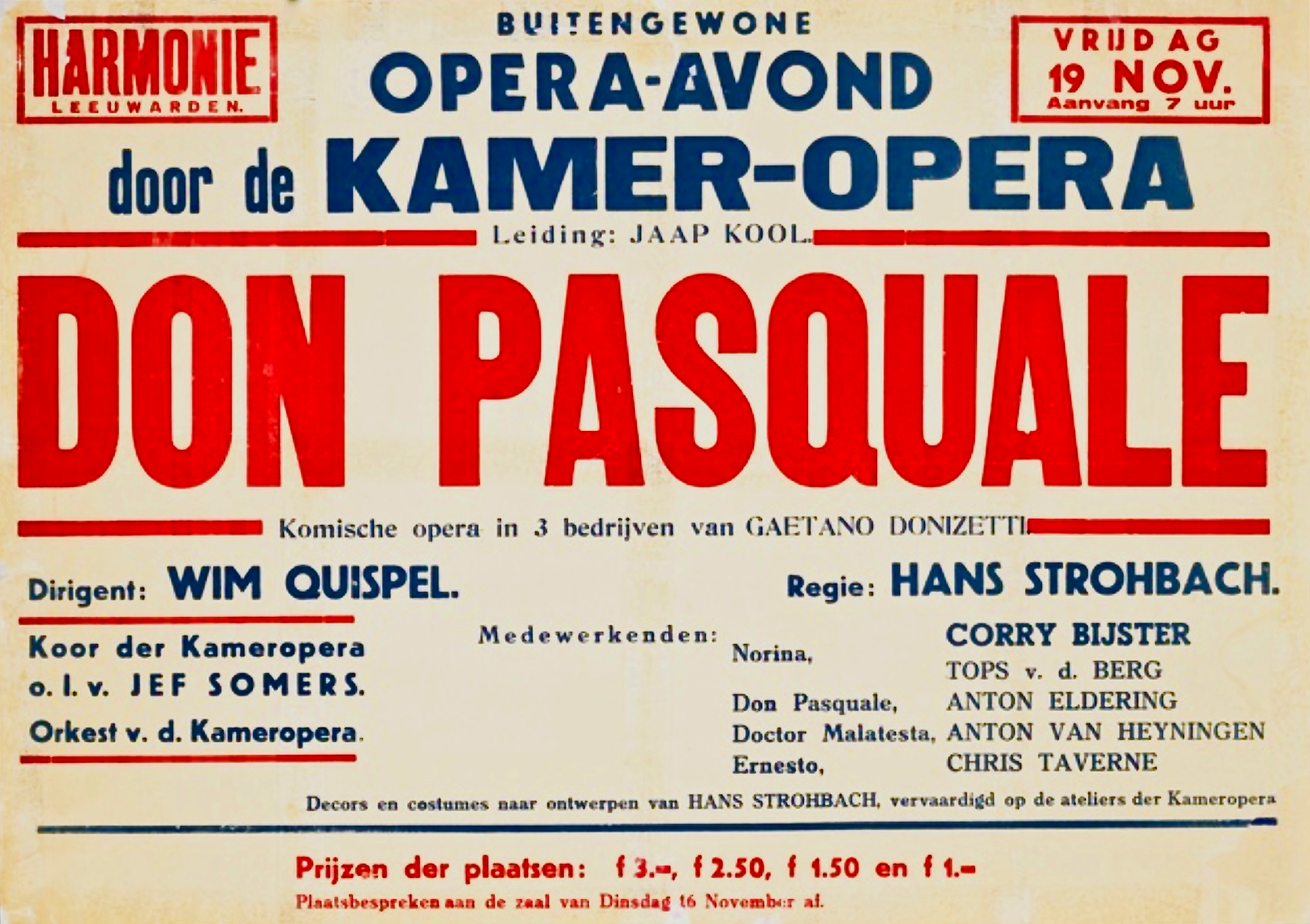
Komische Oper Don Pasquale, De Nederlandsche Kameropera, 1943

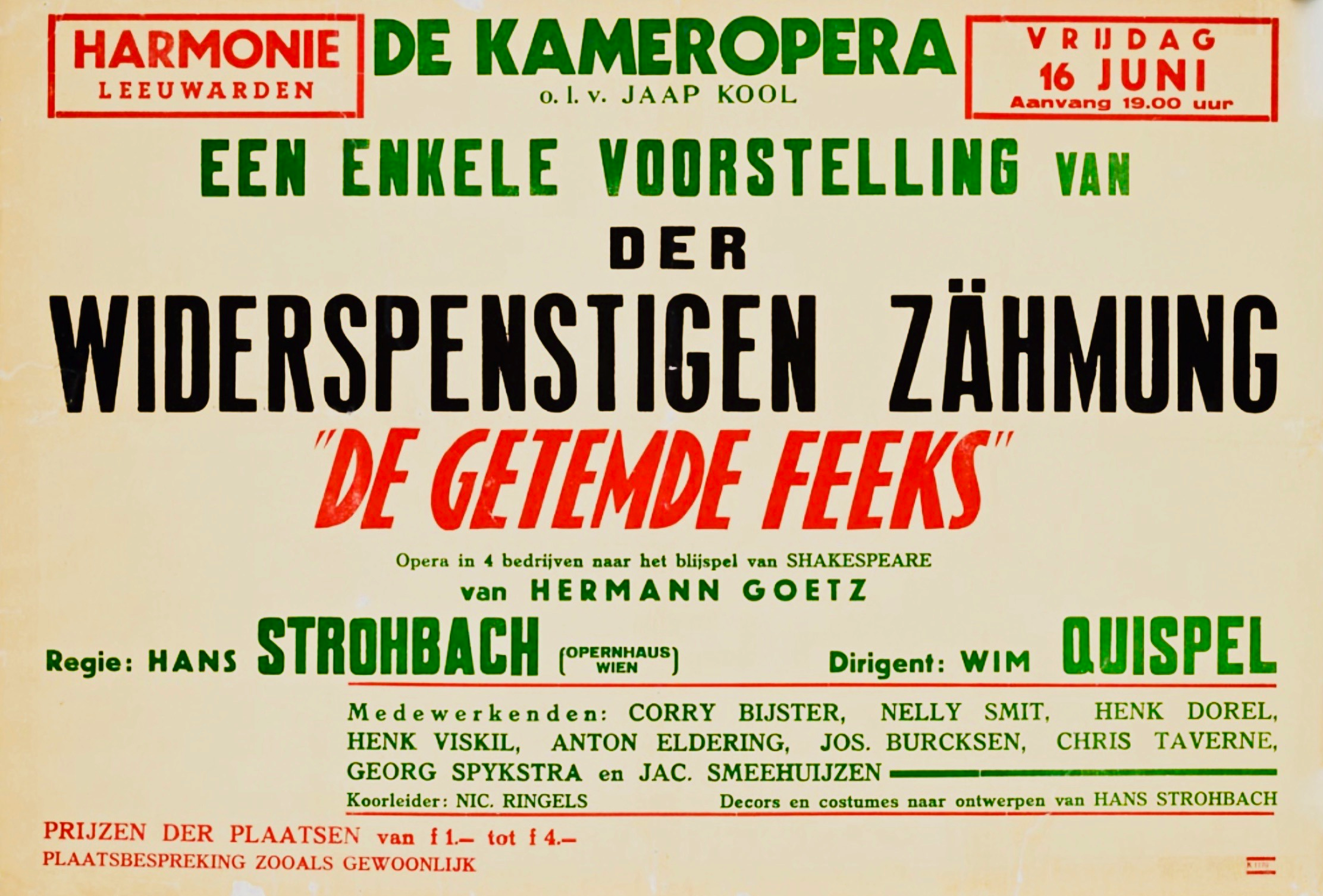
Heitere Oper Der Widerspenstigen Zähmung, De Nederlandsche Kameropera, 1944

Für die expressionistische Ausdruckstänzerin Grit Hegesa komponierte er um 1920/22 und begleitete sie während ihrer Auftritte am Klavier. In von ihm verfassten Zeitungsartikeln vertrat er die Ansicht, eine Modernisierung des Tanzes sei nur auf der Grundlage einer neuartigen Musik, die sich vom Ballast klassischer und höfischer Ausdrucksformen befreie, möglich. 1924 veröffentlichte er in dem neu aufgelegten illustrierten Monatsmagazin Uhu des Ullstein-Verlags, in dem zeitgleich auch Kurt Tucholsky publizierte, einen Essay über die Entstehung, das Wesen und die Wirkungsweise des Jazz.
Als Jazz-Saxophonist leitete er um 1924 in der Reichshauptstadt ein unter seinem Namen auftretendes Orchester. Kools unkonventionelle Kompositionen mit Anleihen afrikanischer Rhythmik verschafften ihm in der Berliner Musikszene einen herausgehobenen Bekanntheitsgrad, auch durch seine Arbeitersymphonie (1924), die Erich Kleiber mit den Berliner Philharmonikern uraufführte oder durch die groteske Ballett-Pantomime Der Leierkasten (1925). In der zeitgenössischen Boulevardpresse wurde er als „Paradiesvogel der Berliner Szene“ bezeichnet.
Für die Eröffnung des Berliner Gloria-Palasts am Kurfürstendamm komponierte Kool nach einer Idee des Schriftstellers, Dramatikers und Schauspielers Frank Wedekind die musikalische Pantomime „Die Flöhe“. Für die Tänzerin Anita Berber komponierte er die Musik für einen Tanz mit einer lebensgroßen Männerpuppe. Die Ausdruckstänzerin Ellen Cleve-Petz (1890–1977) gab ihre Einstandsperformance als Ballettmeisterin der Dresdner Semperoper mit einer Komposition Jaap Kools zu E. T. A. Hoffmanns Elixiere des Teufels. Karl Gustav Vollmoeller beauftragte Kool mit der Komposition einer 45-minütigen Vertonung seiner Tanzpantomime Die Schießbude, in der er Elemente aus Wedekinds Lulu und Hans Heinz Ewers’ Alraune mit Motiven aus Mary Shelleys Frankenstein und Carlo Collodis Pinocchio mischte. Das Auftragswerk für eine 20-köpfige Orchesterbesetzung und ein 10-köpfiges Darstellerensemble war für Vollmoellers Geliebte, die Ausdruckstänzerin Lena Amsel, gedacht.
Mit „Der Aufschrei“ und „Tänze der Nacht“ vertonte Kool 1923 Stücke für eine Anfang 1924 stattfindende Matinee der Freien Volksbühne mit der Tanzgruppe Jutta Klamt. Deren Ensemblemitglied Leni Riefenstahl gelang es, einen Mäzen ausfindig zu machen, möglicherweise Harry R. Sokal, der ihr und Jaap Kool eine gemeinsame Schiffsreise nach New York City finanzierte, die sie als Studienreise charakterisierten. Kool kehrte mit zwei fertiggestellten ersten Sätzen für ein Concerto grosso für Jazzorchester aus den USA zurück, das als Basis eines großen urbanen Tanzpoems mit Riefenstahl angedacht war. Deren Karriere als Tänzerin endete jedoch im Juni 1924 wegen einer Meniskusverletzung vorzeitig; sie wandte sich 1925/26 Regisseur Arnold Fanck und dem Bergfilm als Darstellerin zu.
Als Kool den Diamantenschürfer August Stauch kennenlernte, der 1920 die Vox-Schallplatten- und Sprechmaschinen-Aktiengesellschaft mit Sitz im Vox-Haus gegründet hatte, bot ihm dieser 1923 die Position des Programmchefs bzw. künstlerischen Leiters an, die er bis 1925 innehatte. Kool produzierte bei VOX eine Vielzahl von Aufnahmen Berliner Swing- und Jazzorchester, spielte auch eigene Kompositionen ein und erwarb zahlreiche Lizenzen US-amerikanischer Tonaufzeichnungen kleinerer Label. Am 24. Oktober 1929 jedoch bescherte der Schwarze Donnerstag VOX das Ende. Kool hatte seine Rücklagen in VOX-Gesellschafteranteile investiert und verlor diese durch den Börsencrash und dessen weltweite Auswirkungen. Die Freie Schulgemeinde in Wickersdorf wurde nun erneut zur Auffangstation Kools, der dort als Lehrer nicht nur von 1929 bis 1940 Chemie und Musik unterrichten konnte, sondern 1930 bis 1933 auch als Schulleiter fungierte. Während dieser Zeit hatte er die pädagogische Leitung des Internats, sein Freund Alexander „Sascha“ Gerhardi die wirtschaftliche. Beide verfügten jedoch über keine Lehrbefähigung für die Oberstufe und waren zudem keine deutschen Staatsbürger, Faktoren, die das nationalsozialistisch geführte thüringische Ministerium für Inneres und Volksbildung in der Folge zu nutzen wusste, um in der Freien Schulgemeinde die politisch gewünschten Veränderungen durchzusetzen. Ab 1930 waren die Nationalsozialisten in Thüringen mit an der Regierung beteiligt und führten durch Wilhelm Frick das Ministerium für Inneres und Volksbildung.
Im Musikunterricht wurde Kool quasi der Nachfolger von August Halm, der 1929 verstorben war. Allerdings setzte Kool andere Prioritäten, da ihm die Tanzpädagogik, Bühnen- und Ballettmusik näher lagen als die klassische Musik. Von 1930 bis 1932 arbeitete dort auch die ehemalige Wickersdorfer Schülerin und Ausdruckstänzerin Vlasta „Asta“ Libusche Josephine Hájek (1909–1990) aus der Kameradschaft Gustav Wynekens. Sie unterrichtete im Internat als Aushilfslehrerkraft Französisch.
Das von Kool 1931 in der Freien Schulgemeinde verfasste Werk Das Saxophon markiert seinen vermutlich wichtigsten Beitrag zur Musikgeschichte. Es wurde zuletzt im Jahr 2000 als Reprint neu aufgelegt, war durch englischsprachige Fassung international bekannt und galt lange als Standardwerk und profunde Darstellung der Geschichte dieses Instruments.
Jaap Kool wurde 1933 zur Demission gezwungen, weil er als Niederländer die neue NS-Vorgabe, als Schulleiter geborener Thüringer sein zu müssen, nicht erfüllen konnte. Er bot dem Ministerium seinen Rücktritt an. Er blieb jedoch wie Alexander Gerhardi Geschäftsführer des Internats und durfte weiterhin unterrichten. Mit seiner Verlobten, der Tänzerin Vlasta „Asta“ Libusche Josephine Hájek, reiste er ins schweizerische Ascona. Dort traf er auf den UFA-Schauspieler Kurt Gerron, der nach seiner Flucht aus dem Deutschen Reich mit einem Kabarettprogramm an der Hollandsche Schouwburg in Amsterdam an seine Erfolge in Deutschland anknüpfen konnte. Kool, Gesellschafter der Freien Schulgemeinde, ließ sich aufgrund dieses Zusammentreffens beurlauben und folgte Gerron in die Niederlande. Dort arrangierte er eine Vielzahl von Musiken für dessen Programm und wurde erstmals zum Komponisten von Filmmusik für Gerrons Regiearbeiten Het mysterie van de Mondscheinsonate und den niederländisch-italienischen Märchenfilm De Drie Wensen. Dann rief die Schulgemeinde Wickersdorf Jaap Kool, der dort zwischenzeitlich in den Aufsichtsrat gewählt worden war, dringlich zurück in den Thüringer Wald. Es galt, den andauernden Anwürfen zu trotzen, das reformpädagogische Landschulheim unter die Oberaufsicht der SS-Heimschulen zu stellen.
Für einen dreiteiligen Ballettabend des Deutschen Nationaltheaters zu Weimar komponierte Kool eine musikalische Pantomime mit dem Titel Ständetänze – nach Gemälden von Pieter Bruegel, die ihn gegenüber den NS-Musikideologen explizit als niederländischen Künstler positionieren sollte, dessen Werk das einfache Bauernleben Flanderns während der Zeit der Renaissance aufgriff. Allerdings standen ihm dort zwei nicht zu unterschätzende Kontrahenten gegenüber, die für die NS-Propagandaschau „Entartete Musik“ verantwortlich zeichneten: der Staatskommissar für die Landestheater, Staatsrat und Generalintendant Hans Severus Ziegler, gleichzeitig Leiter des Gaukulturamts Thüringen, und sein Generalmusikdirektor Paul Sixt. Beide polemisierten gegen alles, wofür Jaap Kool mit seinem bisherigen Werk und Wirken gestanden hatte, dezidiert gegen den als „Negermusik“ abqualifizierten Jazz. Jaap Kool hatte jedoch Glück; sein flämisches Ballett begeisterte die beiden NS-Musikideologen. Sie vermittelten Kool den Auftrag für eine Oper, finanziert vom Kulturfonds der NS-Freizeitorganisation Kraft durch Freude. Die Premiere dirigierte der gerade zum Leiter der Reichsmusikkammer im Gau Thüringen beförderte Paul Sixt selbst.
Lange hielt die dadurch scheinbar gute Beziehung jedoch nicht vor. Als die Wehrmacht 1940 die Niederlande besetzte, wurde Kool verhaftet und zum Rückzug aus dem Aufsichtsrat der Schulgemeinde Wickersdorf gezwungen. Seine Gesellschafteranteile musste er für einen Bruchteil des Nominalwerts an örtliche NS-Funktionsträger abtreten und mit sofortiger Wirkung aus dem thüringischen Schuldienst ausscheiden. Danach wurde er freigelassen, aber aus dem Deutschen Reich ausgewiesen, und fuhr per Eisenbahn in die Niederlande. Ob ihn „Asta“ Hájek und die beiden Kinder begleiteten, ist derzeit nicht zu belegen.
Die von 1941 bis 1944 tätige Nederlandsch-Duitsche Kultuurgemeenschap, von NS-Reichskommissar Arthur Seyß-Inquart gefördert, bot Kool 1942 an, dass er die Leitung einer Opernhaus-Neugründung, De Nederlandsche Kameropera, übernehmen könne. In seiner neuen Leitungsfunktion beauftragte Kool den zur Zeit des Nationalsozialismus als „Neutöner“ klassifizierten Leo Justinus Kauffmann, einen umstrittenen Komponisten aus dem Elsass, der bereits 1933 seine Stellung verloren hatte und teils unter Pseudonym arbeitete. Dieser realisierte die einzige Auftragskomposition des neuen Opernhauses, „Die Geschichte vom schönen Annerl“, nach einer Novelle von Clemens von Brentano. Allerdings nutzte die Nederlandsch-Duitsche Kultuurgemeenschap die Nederlandsche Kameropera für ihre völkische Propaganda und übte den Schulterschluss zum Dritten Reich. In den Niederlanden stationierte Wehrmachtsangehörige und NS-Funktionäre zählten zu den Stammgästen der Vorstellungen. Am 26. Februar 1944 traf der seit 1943 im Durchgangslager Westerbork internierte Kurt Gerron, Kools zeitweiser Arbeitgeber, im Konzentrationslager Theresienstadt ein.
Ab Herbst 1945 hielt sich Kool in Wickersdorf auf, wo seine beiden Kinder zur Schule gingen. Zu dieser Zeit suchte er die Unterstützung von Gustav Wyneken, um diesen dazu zu bewegen, die Schulleitung der Freien Schulgemeinde zu übernehmen. In der Nachkriegszeit arbeitete Kool als Barmusiker, war im Holzhandel tätig und konnte Anfang der 1950er Jahre in Den Haag eine kleine Musikalienhandlung eröffnen. Kurz vor seinem Tod übergab er dem Niederländischen Musikarchiv vergilbtes, ungeordnetes und unvollständiges Notenmaterial sowie einen geringen Umfang seiner Korrespondenz. Er starb im Alter von 68 Jahren.

## Werke (Auszug)
- Tänze und Tanzszenen für Klavier aus dem Repertoire von Grit Hegesa, 49 S. A. Fürstner, Berlin 1920. OCLC 255759705
- Tänze und Tanzweisen aus dem Repertoire von Grit Hegesa für Klavier, Klavierauszug, 49 S. A. Fürstner, Berlin 1920. OCLC 610619315
- Intelligenzprüfungen an Katzen. In: Die Dame, Heft 20, Berlin 1920, S. 5–6.
- Bumerang. Exotischer Foxtrot, Partitur, S. A. Fürstner, Berlin 1920. OCLC 71487254
- Franz Wolfgang Koebner (Hrsg.): Jazz und Shimmy. Brevier der neuesten Tänze. Eysler & Co., Berlin 1921. Mit Beiträgen von C. M. Craig, Jaap Kool, Lazarovitz, Ola Alsen, Peter Panter (d. i. Kurt Tucholsky), Hans Siemsen u. a.
- Tipsy Chinaman (Shimmy-Fox), Partitur, 5 S. A. Fürstner, Berlin 1921. OCLC 71487260
- Tänze der Naturvölker. Ein Deutungsversuch primitiver Tanzkulte u. Kultgebräuche. Vignetten von Dora Heeschen-Stolze. Die 3 Ill. Taf. zeichn. G. O. Rösner, 96 S. A. Fürstner, Berlin 1921. (Reprint: Salzwasser Verlag, Paderborn 2012, ISBN 978-3-8644-4975-8)
- Neue Instrumente (I. Glasharmonika). In: Melos. Zeitschrift für Musik, 3. Jg., Heft 2 (1922), S. 84–88.
- Neue Instrumente (II. Gongspiele, II. Anklongs). In: Melos. Zeitschrift für Musik, 3. Jg., Heft 2 (1922), S. 140–147.
- Hegesa-tango (h-e-g-e-es-a), Partitur, 5 S. A. Fürstner, Berlin 1922. OCLC 71487256
- Boston d’été [für Klavier erleichterte Ausgabe]. Allard, Berlin 1924.
- Die Musik zur Tanzpantomime. In: Melos. Zeitschrift für Musik, 5. Jg., Heft 1 (1925), S. 8–14.
- mit Karel Mengelberg: Der Leierkasten. Groteske Ballett-Pantomime von Max Terpis, Klavierauszug zu zwei Händen, 44 S. Universal Edition, Wien/New York City 1925. OCLC 165729705
- Chinesischer Tanz. Intermezzo für Salon-Orchester, 4 S. A. Fürstner, Berlin 1925. OCLC 71489966
- Geräuschinstrumente. In: Paul Stefan: Tanz in dieser Zeit, 113 S. Universal Edition, Wien/New York City 1926. OCLC 13593023
- Geräuschinstrumente. Tanz in dieser Zeit. In: Musikblätter des Anbruch. Monatsschrift für moderne Musik, Heft 3/4 (1926), S. 77–79.
- Tanzmusik. Antwort. In: Musikblätter des Anbruch. Monatsschrift für moderne Musik, 3/4 (1926), S. 90 f.
- Tänze im alten Stil, Partitur, 20 S. Édition Allard, Sèvres S. et O. [o. J.] OCLC 71745464
- Tanz-Schrift, Notenbeispiele, 27 S. Édition Allard, Sèvres S. et O. 1927 OCLC 250541878
- Tanzschrift, Notenbeispiele, 27 S. Duvignau-Canet, Bordeaux 1927.
- Concerto grosso [1925] für Jazz-Orchester, Klavierauszug zu 4 Händen von Karel Mengelberg, 64 S. Universal Edition, Wien/Leipzig 1928. OCLC 838239567
- Parodie d’un opera Italien. Allard, Paris 1929.
- Die Schiessbude. Pantomime in 3 Akten, Text von Karl Vollmoeller, Klavierauszug zu zwei Händen, 100 S. Universal Edition, Wien/New York City 1929. OCLC 20432775
- Tipsy Chinaman (Shimmy-Fox), Marek Weber mit seiner Künstlerkapelle vom Esplanade.
- Tipsy Chinaman (Shimmy-Fox), Kapellmeister Stern [S., evtl. Siegfried, geb. 11. März 1889 in Wien] mit seiner Künstlerkapelle vom Hotel Adlon, Berlin
- Tipsy Chinaman (Shimmy-Fox), Deutsche Grammophon 14404, Kapellmeister Rosé Petösy mit seiner Künstlerkapelle vom Nelson-Theater, Berlin
- Das Saxophon (= J. J. Webers illustrierte Handbücher), 280 S. m. zahlr. Abb. u. Notenbeisp. J. J. Weber, Leipzig 1931. (Reprint: Bochinsky, Frankfurt am Main 1989, ISBN 3-923639-81-3; The Saxophone, Egon 1987, ISBN 0-9058-5840-9)
- Een huis ontstaat. (Der Hausbau. Tanzwerk nach Gemälden Pieter Bruegel’s), Textbuch. OCLC 162686095
- Die Schweinewette. Heitere Oper, 62 S. Édition Allard, Sèvres S. et O. OCLC 838825422

## Audio
- Uli Kempendorff (sax), Benny Lackner (p): Ouvertüre der Tanzpantomime Die Schießbude von Jaap Kool, 1922 (3:16 Min.), auf: youtube.com